# Aksana
Živilė Raudonienė, meglio conosciuta con il ring name Aksana (Alytus, 29 aprile 1982), è una modella, ex wrestler ed ex culturista lituana, nota per i suoi trascorsi in WWE tra il 2009 e il 2014.

## Carriera
Il 5 ottobre 2009 Raudonienė firma un contratto di sviluppo con la WWE e viene mandata in Florida Championship Wrestling. Fa il suo debutto sotto il nome di Olga ad un house show in un Divas Halloween Costume Contest. Cambia il suo nome in Aksana e diventa manager di Eli Cottonwood. Fa il suo vero debutto sul ring in un 8-divas tag team match insieme ad AJ, Savannah e Eve Torres sconfiggendo Serena, Naomi, Courtney Taylor e Liviana. Il 3 febbraio 2011 sconfigge Rosa Mendes e conquista il titolo di Queen of Florida. Il 7 aprile 2011, Aksana sconfigge AJ conquistando l'FCW Florida Diva's Championship e diventando la prima diva FCW a detenere entrambi gli allori femminili nella storia della federazione. Nei tapings del 1º settembre Aksana perde il titolo Divas a sorpresa contro Audrey Marie.
Nell'house show di Raw del 1º agosto, insieme ad Alicia Fox, perdono contro AJ ed Eve Torres. Il 31 agosto 2010 viene annunciato che Aksana parteciperà alla terza stagione di WWE NXT con Goldust come mentore. Il 7 settembre, insieme a Goldust, perdono contro AJ e Primo. Il 14 settembre, perde contro Jamie. Il 5 ottobre, batte Maxine. Il 12 ottobre, perde contro AJ. Il 26 ottobre, insieme a Goldust, battono Maryse e Ted DiBiase. Nella puntata del 2 novembre di WWE NXT, Aksana si sposa (kayfabe) con Goldust. A celebrare il matrimonio è nientemeno che "Million Dollar Man" Ted DiBiase ma Aksana al momento del bacio, schiaffeggia Goldust e ruba la Million Dollar Championship, tornando Heel. Goldust in seguito riprende la cintura e la restituisce a Ted DiBiase. Il 9 novembre, perde contro Naomi. Il 16 novembre, perde contro AJ. Nella puntata di NXT del 16 novembre, Aksana viene eliminata dalla competizione. Il 30 novembre, insieme a Maxine ed Alicia Fox, perdono contro The Bella Twins ed AJ.
Nella puntata di SmackDown del 5 agosto 2011, Aksana fece il suo debutto come beniamina del pubblico, dove si introdusse all'allora general manager di SmackDown, Theodore Long in un segmento nel backstage. Nella puntata di SmackDown del 28 ottobre, Aksana apparì nel backstage con Long per la prima volta dopo cinque mesi, questa volta interrompendo la sua conversazione con Hornswoggle. A Raw del 31 ottobre, Aksana lottò il suo primo incontro nel roster principale, partecipando alla Divas Halloween Costume battle royal per determinare la prima sfidante al WWE Divas Championship, ma fu eliminata. nella puntata di SmackDown del 27 gennaio 2012, Aksana vinse il suo primo incontro singolo contro Natalya. Dopo il match, Natalya la attaccò, ma fu salvata da Tamina.
Nella puntata di SmackDown del 29 giugno, Long annunciò che sarebbe stato il General Manager sia di Raw che di SmackDown la settimana seguente, mettendo Aksana e Cesaro contro The Great Khali e l'allora Divas Champion Layla in un mixed tag team match, vinto da Khali e Layla.
A Night of Champions, Kaitlyn venne attaccata da una persona misteriosa dai capelli biondi prima del suo match per il Divas Championship con Layla, Eve Torres prese il posto di Kaitlyn nel match, e vinse il Divas Championship. Nella puntata di SmackDown del 12 ottobre, Layla e Kaitlyn rivelarono che Aksana trovò una parrucca bionda nella borsa di Eve. Nella puntata di SmackDown del 26 ottobre, venne rivelato che fu Aksana ad aver attaccato Kaitlyn, sotto ordine di Eve Torres.
Poco dopo accusa Eve di aver attaccato Kaitlyn a Night of Champions, dopo aver trovato una parrucca bionda nella sua borsa. Nella puntata di Smackdown del 26 ottobre appare nel Backstage insieme a Booker T, Kaitlyn, Layla e Eve, dicendo che la Divas Champion l'ha costretta ad attaccare Kaitlyn, ma Eve nega tutto; così il General Manager di Smackdown, Booker T, annuncia un tag team match tra Aksana ed Eve contro Kaitlyn e Layla, che le prime vincono dopo che l'ex campionessa ha colpito accidentalmente la sua compagna. A WWE Survivor Series 2012, si scopre che la misteriosa ragazza con la parrucca bionda che ha attaccato Kaitlyn a Night of Champions è proprio Aksana, poiché tenta di attaccarla anche a WWE Survivor Series 2012, venendo poi smascherata.
A WWE TLC partecipa al "Santa's Helper" No.1 Contender's Diva Battle Royal, ma viene eliminata da Layla. A Survivor Series il Team True Divas composto da AJ Lee, Aksana, Kaytlin, Tamina Snuka, Rosa Mendes, Summer Rae e Alicia Fox perdono contro il Team delle Total Divas composto da Natalya, The Bella Twins, The Funkadactyls, Eva Marie e Jo Jo in un 7 vs 7 Traditional Survivor Series Elimination Tag Team match. Nella puntata di WWE Superstars del 12 dicembre Aksana perde contro Kaitlyn. Nella puntata di Raw del 27 gennaio perde insieme a AJ Lee, Tamina Snuka e Alicia Fox contro le The Bella Twins, Naomi e Cameron.
Il 12 giugno del 2014 tramite il sito ufficiale, la WWE comunica il licenziamento di Aksana.

## Nel wrestling

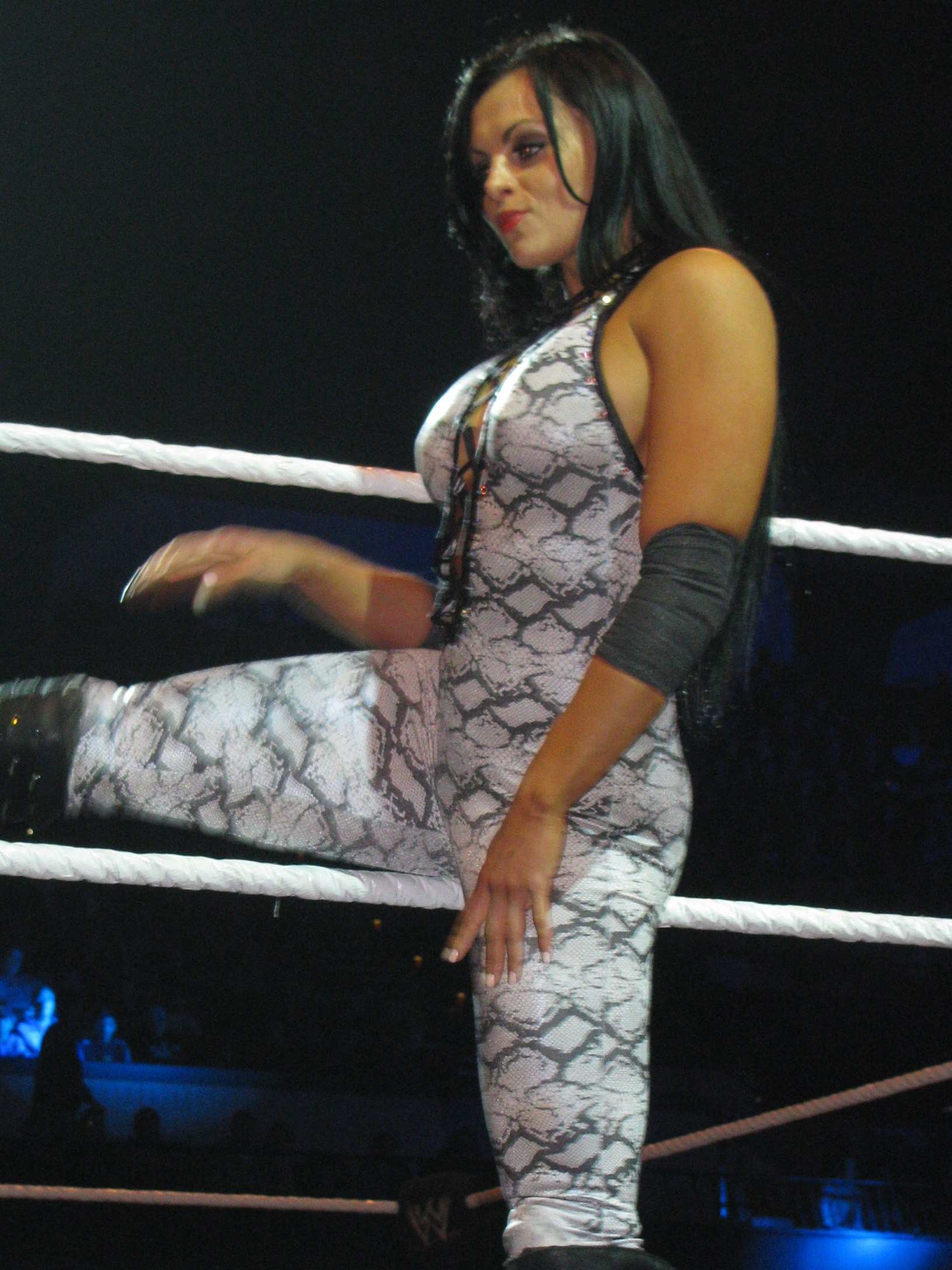
Aksana nel 2013

### Mosse finali
- Spinebuster[11]

### Wrestler assistiti
- Cesaro[1]
- Goldust[1]
- Johnny Curtis[1]
- Leo Kruger[1]

### Soprannomi
- "Billion Dollar Baby"
- "Flirty Competitor"
- "Leather Clad Lithuanian"

### Musiche d'ingresso
- Can't Stop degli Hollywood Music[3]
- A Little Sax in the Night di Nigel Hitchcock[12]
- Fantasy di Jim Johnston[13]

## Titoli e riconoscimenti
- Florida Championship Wrestling
  - FCW Divas Championship (1)
  - FCW Queen of Florida (1)
- Wrestling Observer Newsletter
  - Worst Worked Match of the Year (2013) – con AJ Lee, Alicia Fox, Kaitlyn, Rosa Mendes, Summer Rae e Tamina vs. Brie Bella, Cameron, Eva Marie, JoJo, Naomi, Natalya e Nikki Bella